# Nothing Is Easy: Live at the Isle of Wight 1970 (video)
Nothing Is Easy: Live at the Isle of Wight 1970 (2004) è un film concerto del gruppo progressive rock inglese Jethro Tull che raccoglie brani dal vivo e interviste tratti dal concerto tenuto dalla band nel 1970 e diretto da Murray Lerner.

## Tracce
1. Introduction - "Just An Old Guy Having Fun" - 0:54
2. Festival Opens - 3:07
3. Sound Check - "Fences Ruin The World" - 5:38
4. Bouree - 2:25
5. Jethro Tull - Stage Introduction & Tuning Up - 3:14
6. My Sunday Feeling - 4:16
7. The Origins Of Jethro Tull - The Only Rock And Roll Flute Band - 3:38
8. A Song for Jeffrey - The Rolling Stones' Rock And Roll Circus - 2:40
9. The Phallic Flute - 2:09
10. Ian Anderson Banter 1:37
11. My God - 9:26
12. Something Different About Jethro Tull - 2:28
13. Dharma For One - 14:52
14. Tension And Violence At The Festival - 2:16
15. Nothing Is Easy - 6:00
16. "A Festival With All Stops Pulled Out" - 2:43
17. Encore Medley Intro - 1:06
18. We Used To Know/For A Thousand Mothers - 7:52
19. A Watershed Time - Hippies vs. Establishment - 1:13
20. Credits

## Formazione
- Ian Anderson - voce, flauto traverso, chitarra acustica
- Martin Barre - chitarra elettrica
- John Evan - tastiere
- Clive Bunker - batteria, percussioni
- Glenn Cornick - basso